# Estádio do 4 de Agosto
O Estádio do 4 de Agosto (em francês: Stade du 4-Août) é um estádio de futebol localizado na cidade de Uagadugu, capital de Burquina Fasso. Oficialmente inaugurado em 18 de julho de 1984, trata-se do maior estádio do país em capacidade de público, sendo a principal casa onde a Seleção Burquinense de Futebol manda suas partidas amistosas e oficiais válidas por competições continentais. Conta com capacidade máxima para 38 000 espectadores.
O estádio foi uma das sedes oficiais do Campeonato Africano das Nações de 1998, realizado no país. Entretanto, em 2021 foi interditado de receber partidas válidas por competições organizadas pela Confederação Africana de Futebol em razão da deterioração de sua infraestrutura, o que comprometia a realização de partidas oficiais no local.
Em agosto de 2025, durante o governo de Ibrahim Traoré, ocorreu a reinauguração do estádio, que contou com diversas festividades para a população e a presença de futebolistas de vários países africanos, como o camaronês Samuel Eto'o, o togolês Emmanuel Adebayor, o senegalês El Hadji Diouf, e outros.